# 乌戈·罗沙
乌戈·罗沙（葡萄牙語：Hugo Rocha，1972年4月13日—），葡萄牙男子帆船运动员。他曾代表葡萄牙参加1992年、1996年和2000年夏季奥林匹克运动会帆船比赛，其中1996年奥运会获得一枚铜牌。